# 威廉斯縣 (北達科他州)
威廉斯縣（英語：Williams County）是美國北達科他州西北部的一個縣，西鄰蒙大拿州。面積5,563平方公里。根据美國2000年人口普查，共有人口19,761人。縣治威利斯頓。
成立於1892年11月30日。縣名紀念歷任達科他準州議員、州議員的伊拉斯塔斯·A·威廉斯。